# Myrosław Popowycz
Myrosław Wołodymyrowycz Popowycz (ukr. Мирослав Володимирович Попович, ur. 12 kwietnia 1930 w Żytomierzu, zm. 10 lutego 2018 w Kijowie) – ukraiński filozof, historyk i publicysta, profesor i dyrektor Instytutu Filozofii Ukraińskiej Akademii Nauk.

## Życiorys
Urodził się 12 kwietnia 1930 w Żytomierzu.
Był profesorem filozofii, dyrektorem Instytutu Filozofii Ukraińskiej Akademii Nauk.
W 1999 roku wydał Zarys historii kultury Ukrainy.
Był laureatem nagrody im. Tarasa Szewczenki.
Zmarł 10 lutego 2018 w Kijowie. Prezydent Ukrainy Petro Poroszenko określił go po śmierci jako „wielkiego myśliciela i jeden z największych autorytetów moralnych”.

## Odznaczenia
- Order Wolności (2018)[5],
- Order Księcia Jarosława Mądrego V klasy[6],
- Order „Za zasługi” III klasy[7],
- francuska Legia Honorowa, Krzyż Kawalerski[8].